# Moinette
Moinette is een Belgisch bier van hoge gisting.
Het bier wordt gebrouwen in Brouwerij Dupont te Tourpes. Dit bier wordt sinds 1955 gebrouwen, eerst onder de naam Abbaye de la Moinette, vanaf 1980 afgekort tot de huidige naam. De naam verwijst naar moëne wat moeras betekent, omdat de omgeving rond de brouwerij vrij moerassig is.

Moinette Brune wordt vanaf 1986 op de markt gebracht.

Moinette Biologique wordt gecreëerd in 1990 en is samen met Saison Dupont Bio een van de eerste twee biologische bieren van de brouwerij.

## De bieren
Er bestaan 3 varianten:
- Blonde, blond bier met een alcoholpercentage van 8,5%
- Brune, bruin bier met een alcoholpercentage van 8,5%
- Biologique, blond biologisch bier met een alcoholpercentage van 7,5%

## Prijzen
- In 2011 werden de 3 Moinette-bieren door Test-Aankoop na een test van 210 speciaalbieren uitgeroepen als behorende tot de 18 beste bieren (bieren waarover de 30 proevers unaniem lovend waren).[1]